# Stara Kościelnica
Stara Kościelnica (dawniej: niem. Altmünsterberg) – wieś w Polsce położona w województwie pomorskim, w powiecie malborskim, w gminie Miłoradz na obszarze Wielkich Żuław Malborskich.
Wieś królewska położona była w II połowie XVI wieku w województwie malborskim. W latach 1975–1998 miejscowość administracyjnie należała do województwa elbląskiego.

## Zabytki

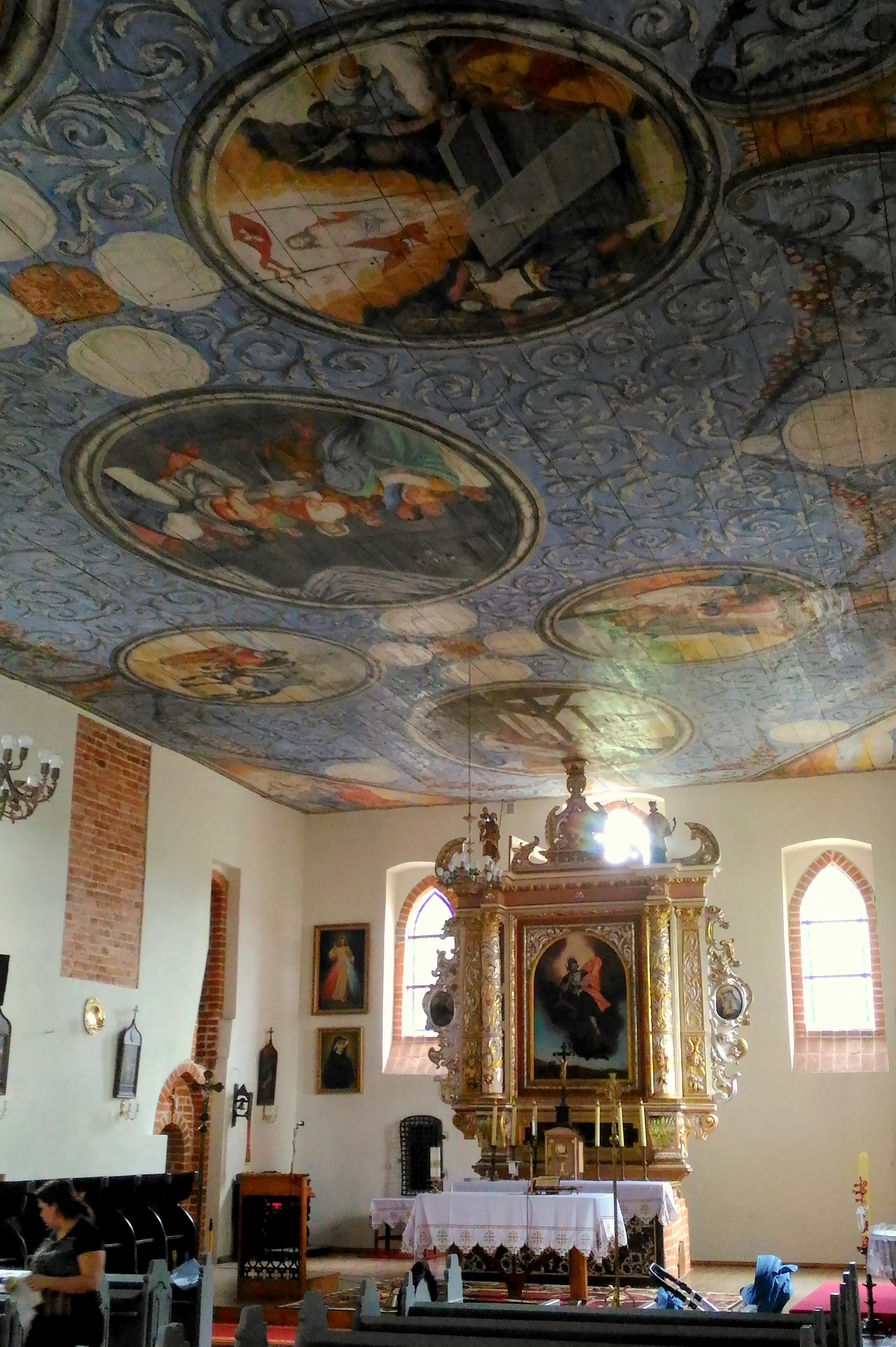
Zdobiony sufit kościoła

Według rejestru zabytków NID na listę zabytków wpisany jest kościół parafialny pw. św. Jerzego, 1400, 1816, nr rej.: A-287 z 27.03.1962.
Kościół gotycki, zbudowany ok. 1400 r.; ceglany, jednonawowy, od wschodu szczyt sterczynowo-arkadkowy z blendami. W 1818 roku trąba powietrzna zniszczyła istniejącą ówcześnie wieżę.